# Enchenberg
Enchenberg (lothr. Enschebärsch) ist eine französische Gemeinde mit 1210 Einwohnern (Stand 1. Januar 2022) im Département Moselle in der Region Grand Est (bis 2015 Lothringen). Sie gehört zum Arrondissement Sarreguemines und zum Kanton Bitche und ist Teil des Biosphärenreservats Pfälzerwald-Vosges du Nord.

## Geografie
Enchenberg liegt im Bitscher Ländchen (frz.: Pays de Bitche), am westlichen Rand der Nordvogesenwälder und inmitten von Obstgärten. Im Norden grenzen Lambach und Siersthal an, im Nordwesten zieht sich die Gemarkung bis Petit-Réderching. Nach Süden hin ist dann die Gemarkungsgrenze zu Rohrbach und Bining auch die Grenze des Naturparks. Ortsnah verläuft im Süden am Waldrand die Grenze zur Gemarkung von Montbronn.
Zu Enchenberg  gehören die Weiler Heiligenbronn mit dem Heiligenbronner Wald an der Straße nach Petit-Réderching und Guisberg in einem Gemarkungszipfel im äußersten Westen.

## Geschichte
Als Zeugnis aus gallo-römischer Zeit liegt eine Mercurius-Statue aus Sandstein vor.
1286 tauchte der Ort als Ennechenberg erstmals urkundlich auf. Er lag am Verlauf der lombardischen Straße von Flandern über Straßburg nach Italien.
Guisberg wurde 1736 als Gut der Abtei Sturzelbronn erwähnt. Heiligenbronn war ein Gut von Claude-Charles de la Lance de Moranville, dem obersten Jäger des Herzogs von Lothringen.

### Bevölkerungsentwicklung
| Jahr      | 1962 | 1968 | 1975 | 1982 | 1990 | 1999 | 2007 | 2019 |
| Einwohner | 1255 | 1277 | 1214 | 1142 | 1197 | 1192 | 1217 | 1239 |

## Sehenswürdigkeiten
Viele Lothringerkreuze sind als Glaubenszeugnisse in der Gemarkung noch vorhanden. Hauptsehenswürdigkeit ist die Verenakapelle, deren ursprüngliche Bausubstanz aus dem 16. Jahrhundert stammt und die nach dem Zuzug von Schweizer Einwanderern, die nach dem Dreißigjährigen Krieg vom Landesherrn angeworben worden waren, erneuert wurde und ihren heutigen Namen erhielt. Sie ist alljährlich am 1. Mai Ausgangspunkt der größten Prozession Lothringens, die über den Kreuzweg des 18. Jahrhunderts zur Dorfkirche St. Peter führt, die um 1861 im neugotischen Stil erneuert wurde.

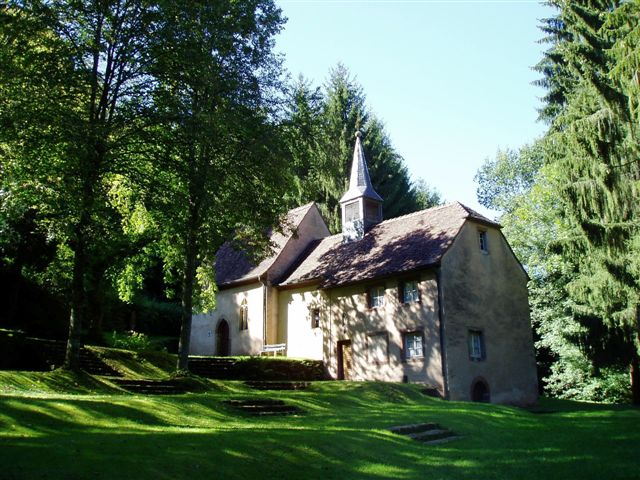
Kapelle Sainte-Vérène (Verenakapelle)

## Verkehr
Enchenberg hat eine Station an der Nebenbahn Saargemünd – Bitsch. Die Gemeinde liegt an der Straße D 36 Saargemünd – Lemberg. In Enchenberg zweigt die D 83a nach Montbronn ab.

## Partnerschaft
Seit 1967 besteht eine Partnerschaft mit der ehemaligen deutschen Gemeinde Hangard, heute ein Stadtteil von Neunkirchen (Saar).